# Univerzita São Paulo
Univerzita São Paulo (zkratka USP) je jednou z nejvýznamnějších vysokých škol v Brazílii. Sídlí v brazilském státě São Paulo. Na univerzitě studuje přibližně 90 000 studentů, což z ní dělá největší univerzitu v celé Brazílii.
Pod USP spadá 11 univerzitních kampusů rozmístěných po celém státě São Paulo. 4 z nich jsou přímo ve městě São Paulo, ostatní v lokalitách Bauru, Lorena, Piracicaba, Pirassununga, Ribeirão Preto a 2 v São Carlos. Celková plocha všech kampusů činí 76 314 505 m², z toho je 1 757 193 m² zastavěných. Univerzita je tvořena 45 fakultami a instituty s velkým rozptylem zaměření.

## Kvalita výuky
V celosvětovém žebříčku kvality vysokých škol je USP jednou z nejlépe hodnocených univerzit v regionu celé Latinské Ameriky.
| žebříček                                          | pořadí ve světě | pořadí v rámci Latinské Ameriky | rok  |
| ------------------------------------------------- | --------------- | ------------------------------- | ---- |
| SCImago Institutions Ranking                      | 47.             | 1.                              |      |
| URAP - University Ranking by Academic Performance | 31.             | 1.                              | 2021 |
| QS World University Ranking                       | 115.            | 3.                              | 2021 |
| Times Higher Education World University Rankings  | 201. - 250.     | 2.                              | 2021 |
| Academic ranking of world universities            | 101. až 150.    | 1.                              | 2021 |

## Fotogalerie

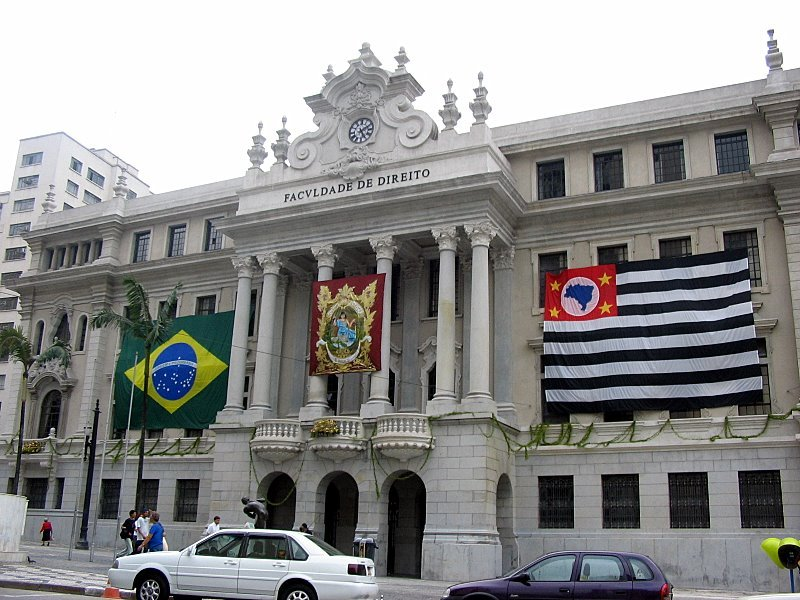
budova právnické fakulty
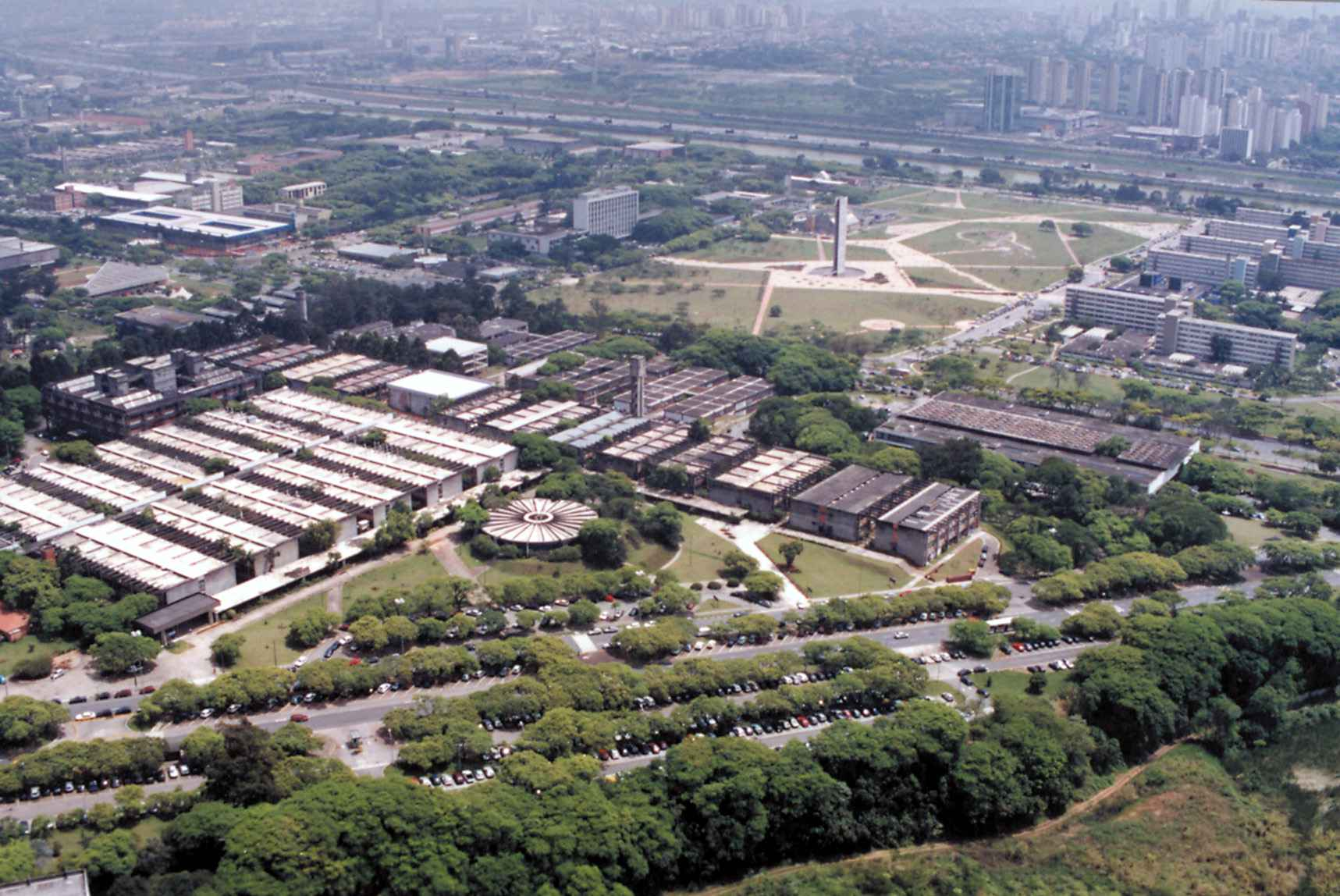
univerzitní kampus Armando de Salles Oliveira
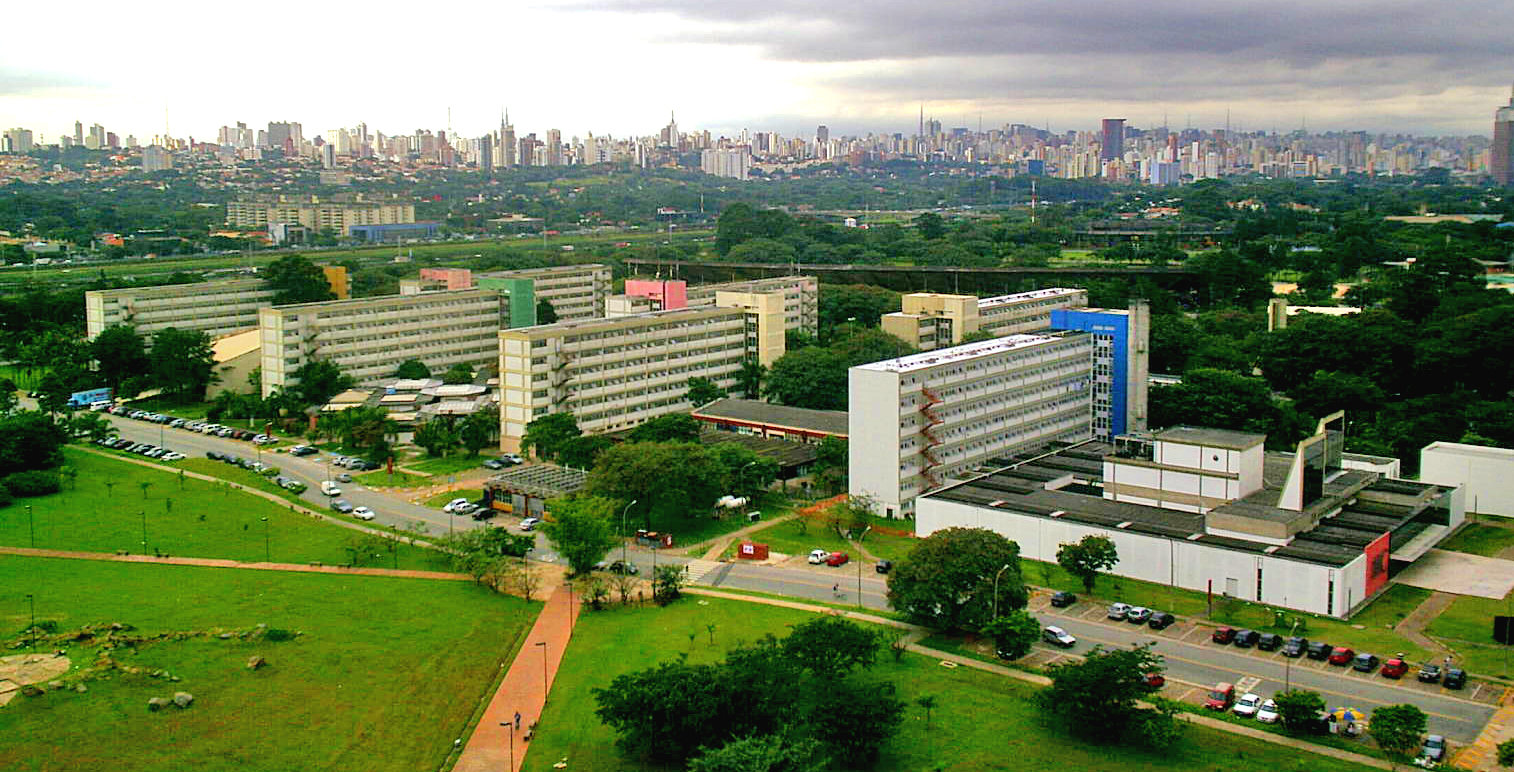
jedny z univerzitních kolejí
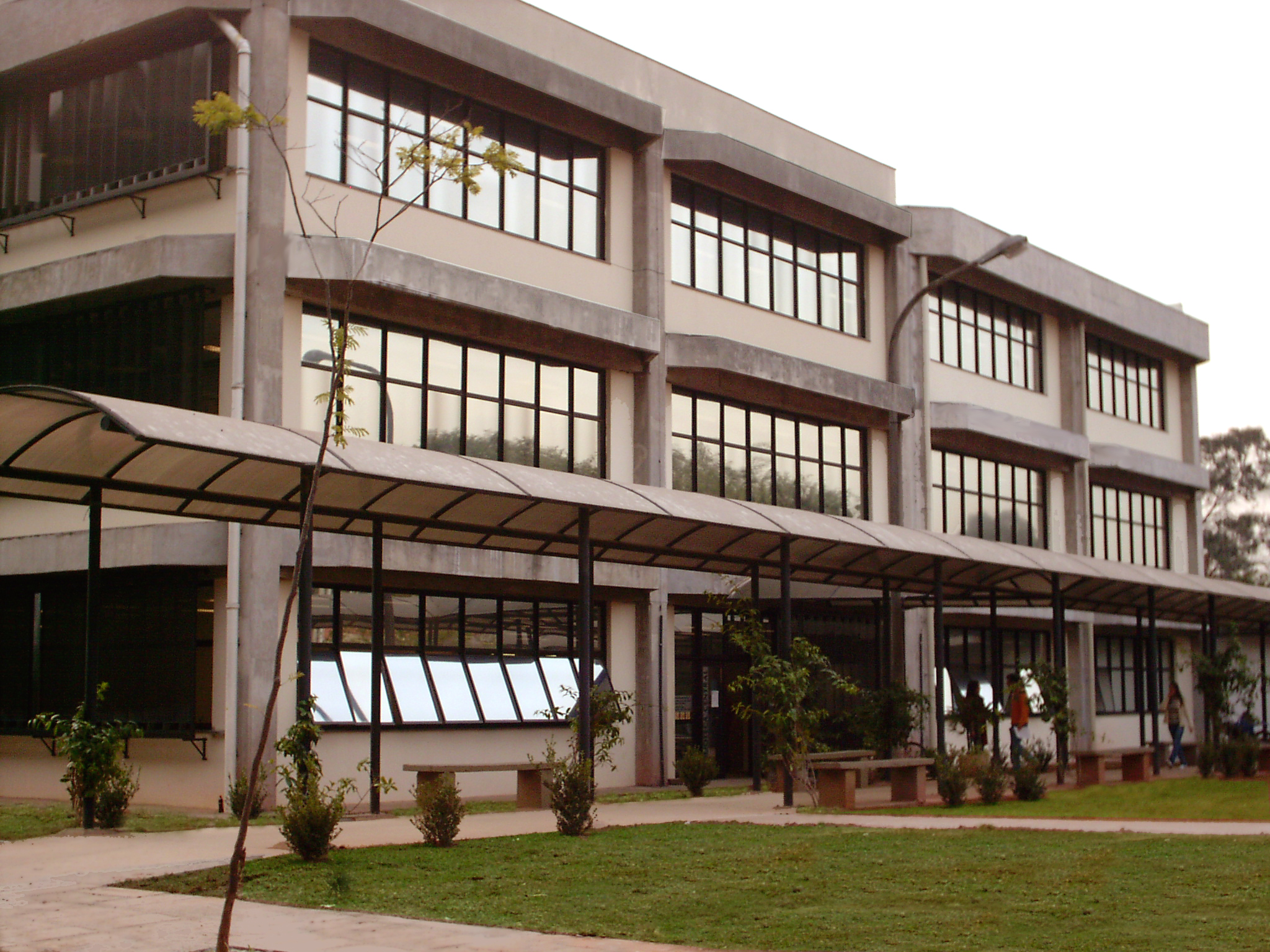
knihovna Florestan Fernandes